# Ulla Dinger
Ulla Margarete Dinger (1955) é uma matemática sueca, especialista em análise matemática. Foi a primeira mulher a obter um doutorado em matemática na  Universidade de Gotemburgo.
Dinger completou o doutorado na Universidade de Gotemburgo em 1989. Sua tese, On the ball problem and the Laguerre maximal operators, foi orientada juntamente por Christer Borell e Peter Sjögren.
É senior lecturer in mathematics na Universidade Técnica Chalmers, onde leciona análise real e dirige o programa para a Foundation Year in Natural Sciences.